# Maria Himmelfahrt (Tisens)

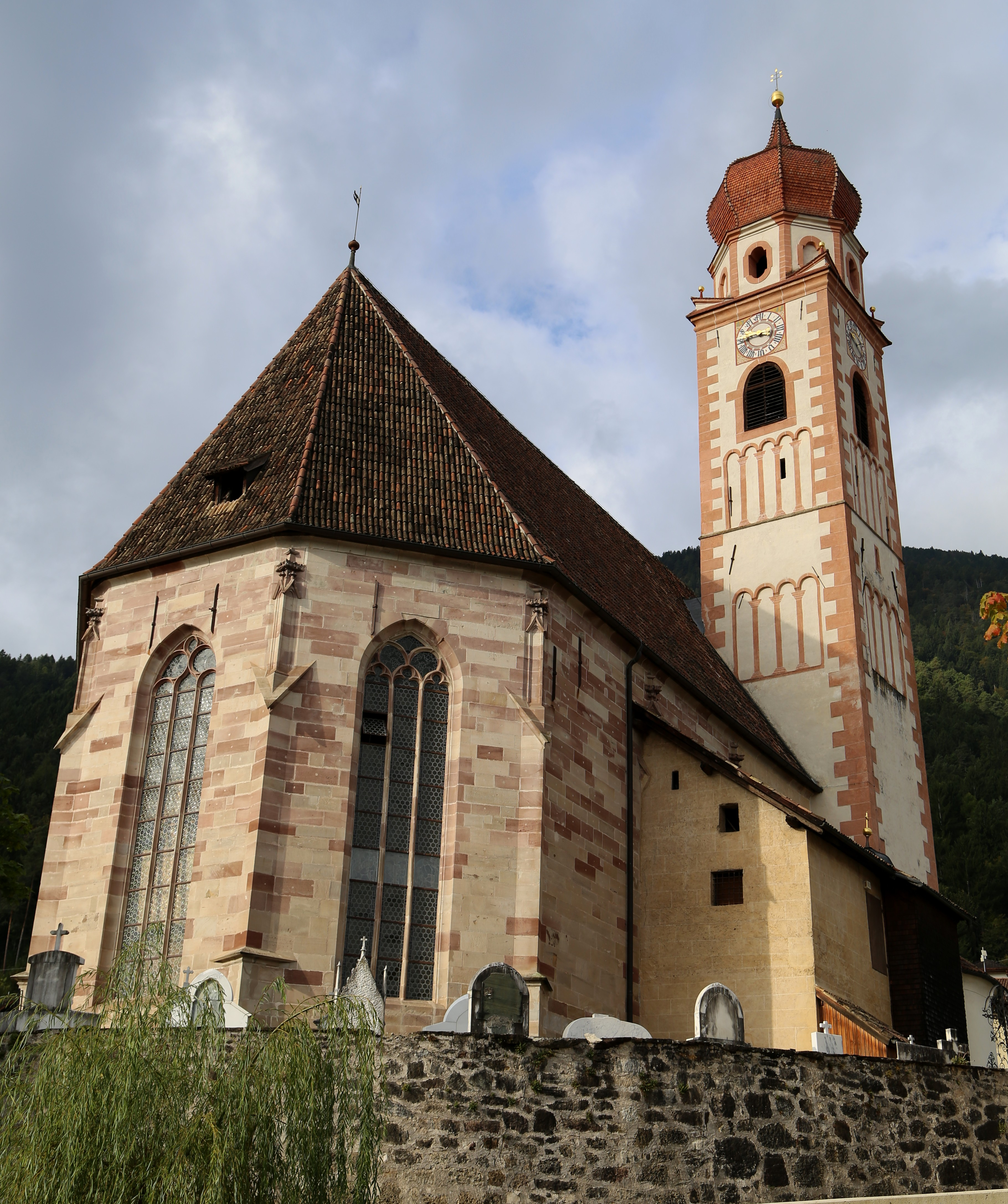
Maria Himmelfahrt in Tisens

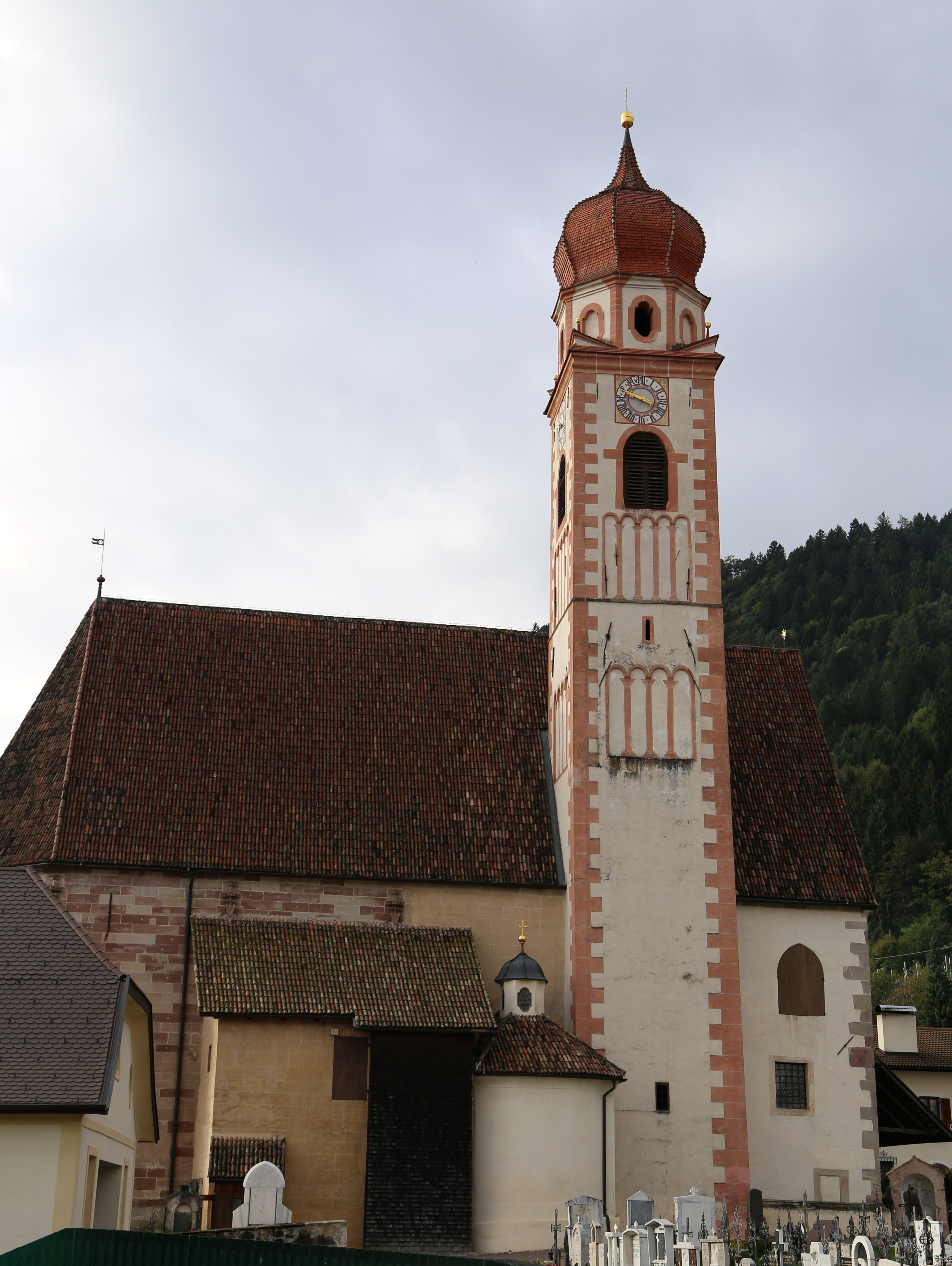
Seitenansicht

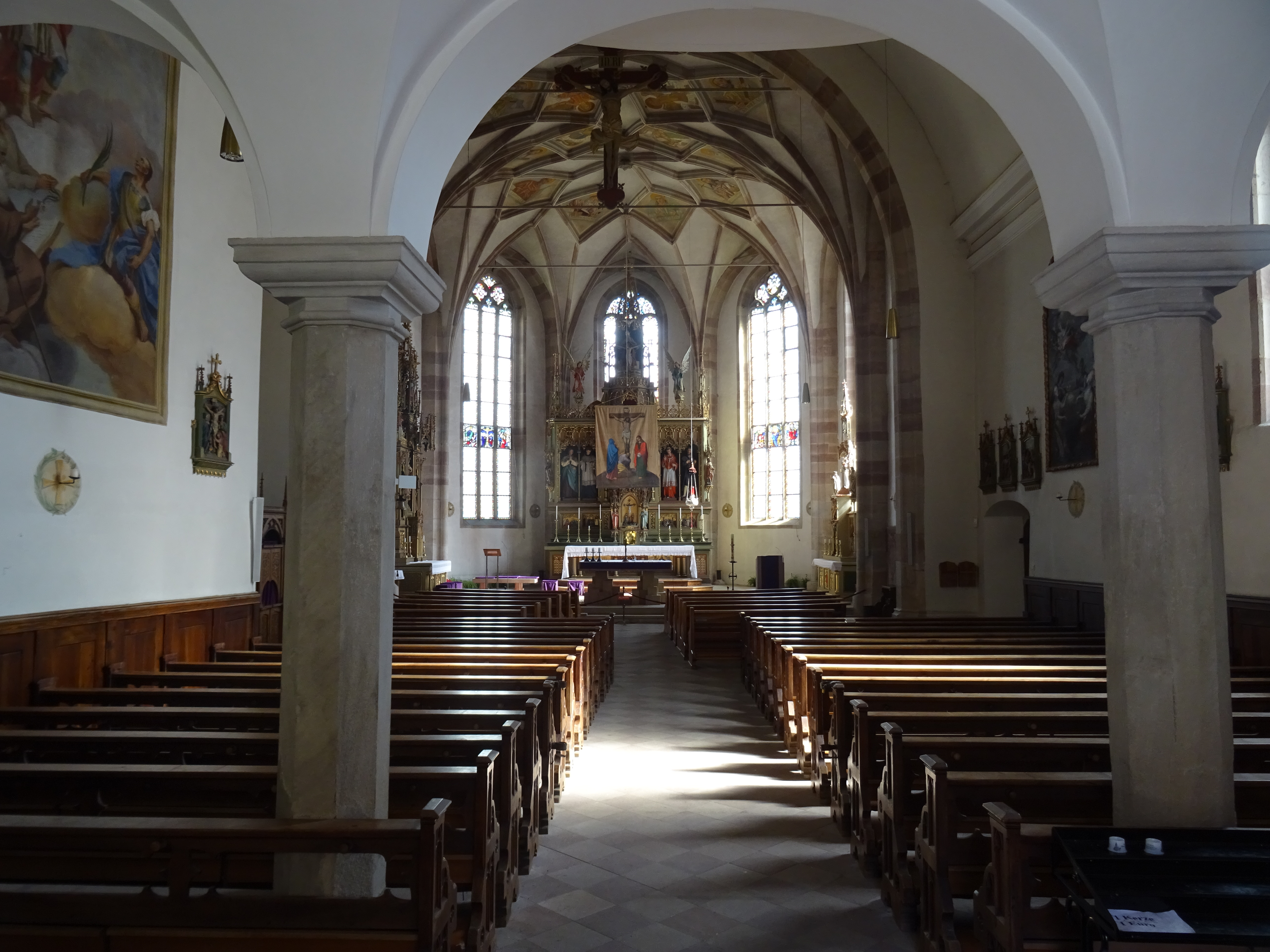
Innenraum

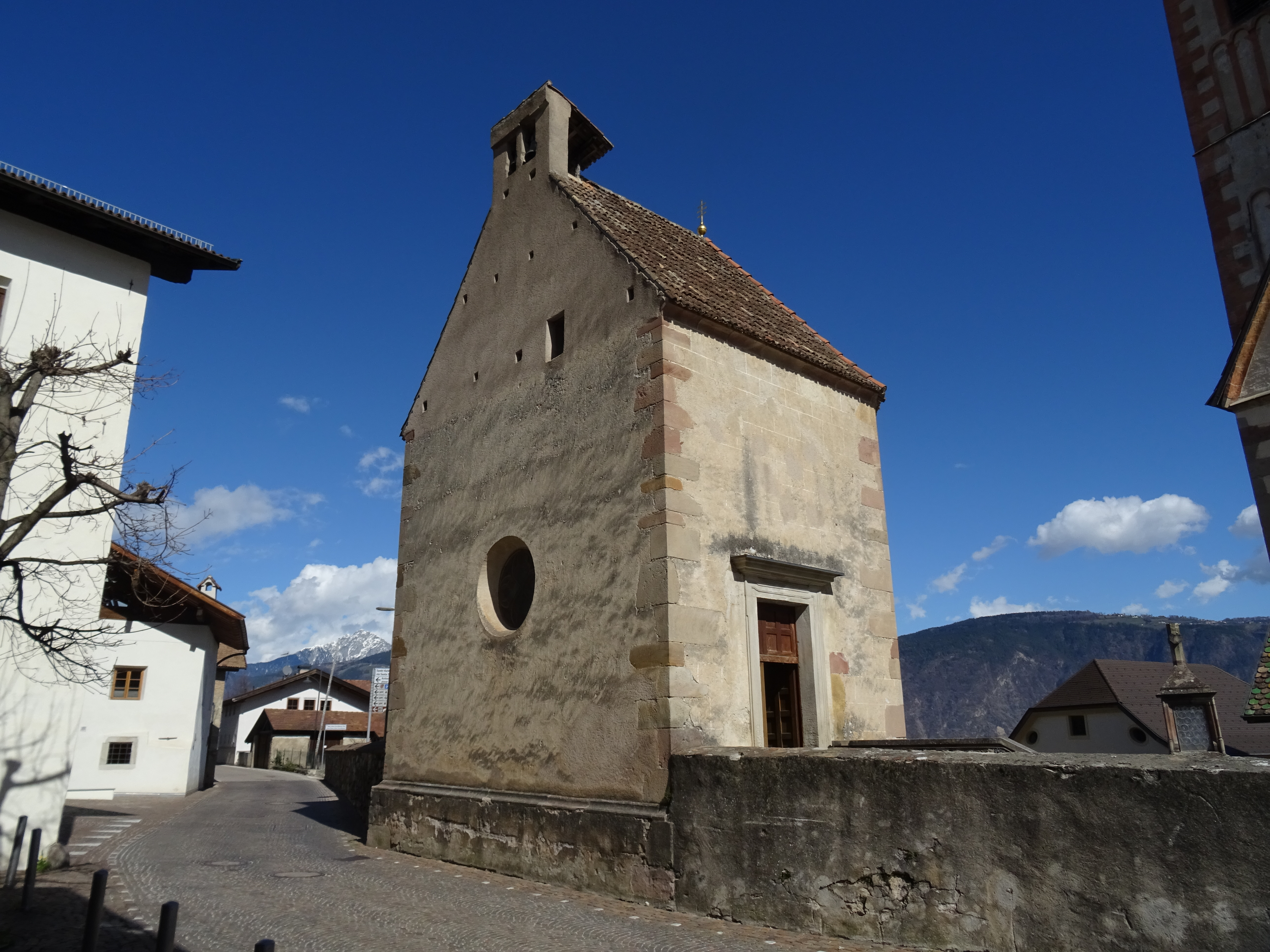
Friedhofskapelle St. Michael

Maria Himmelfahrt ist die römisch-katholische Pfarrkirche des Dorfes Tisens in Südtirol. Die Pfarrkirche, der angrenzende Friedhof und die Friedhofskapelle stehen seit dem 5. Oktober 1981 unter Denkmalschutz. Gegenwärtig bildet Maria Himmelfahrt mit Unsere Liebe Frau im Walde und St. Felix eine Pfarreiengemeinschaft. Das Patroziniumsfest wird am 15. August mit einem Festgottesdienst und Prozession begangen.

## Geschichte
Die Urpfarre Tisens, zu der ursprünglich neben Tisens, Prissian, Gfrill, Platzers, Grissian, Sirmian und Naraun auch die Kuratien Andrian, Nals und Vilpian gehörten, erscheint erstmals urkundlich 1194, sowie 1215 in der Bulle Papst Honorius III. Bereits im Jahr der ersten urkundlichen Erwähnung existierte am Standort ein kleinerer romanischer Vorgängerbau, von der noch die Turmuntergeschosse mit romanischen Fries erhalten sind. Von 1231 bis 1244 fungierte ein gewisser Heinrich als erster nachgewiesener Pfarrer und von 1288 bis 1308 dominus Udalricus de Senano. Das Kirchenpatronat gehörte von Anfang an dem jeweiligen Tiroler Landesfürsten. 1435 ist her Cristoff Höngler pharrer auf Tysens Teil der Priesterschaft, die den sog. Österreichischen Jahrtag an der Bozner Marienpfarrkirche zu begehen hatte.
Anfang des 16. Jahrhunderts entstand das gegenwärtige spätgotische Kirchenschiff. Der Bau erfolgte unter der Amtszeit des Pfarrers Veit von Niederthor, der zugleich Domherr von Augsburg und Brixen war und dessen Wappen auf eines der Augsburger Schule zugeschriebenen Glasfenster abgebildet ist. Baumeister war möglicherweise Hans Lutz aus Schussenried, der auch Turm und Kanzel der Marienpfarrkirche Bozen errichtete. Da die kleine romanische Vorgängerkirche im Weg stand, wurde sie und der ältere Turm zur Hälfte in den Neubau mit einbezogen. 1506 stiftete Veit von Niederthor in der Kirche eine Jahrmesse. 1711 erhöhte man den Glockenturm um ein barockes Oktogon mit Zwiebelkuppel. Mitte des 19. Jahrhunderts wurde die Seelsorge von einem Pfarrer, zwei Kooperatoren und einem Frühmesser versehen.

## Ausstattung

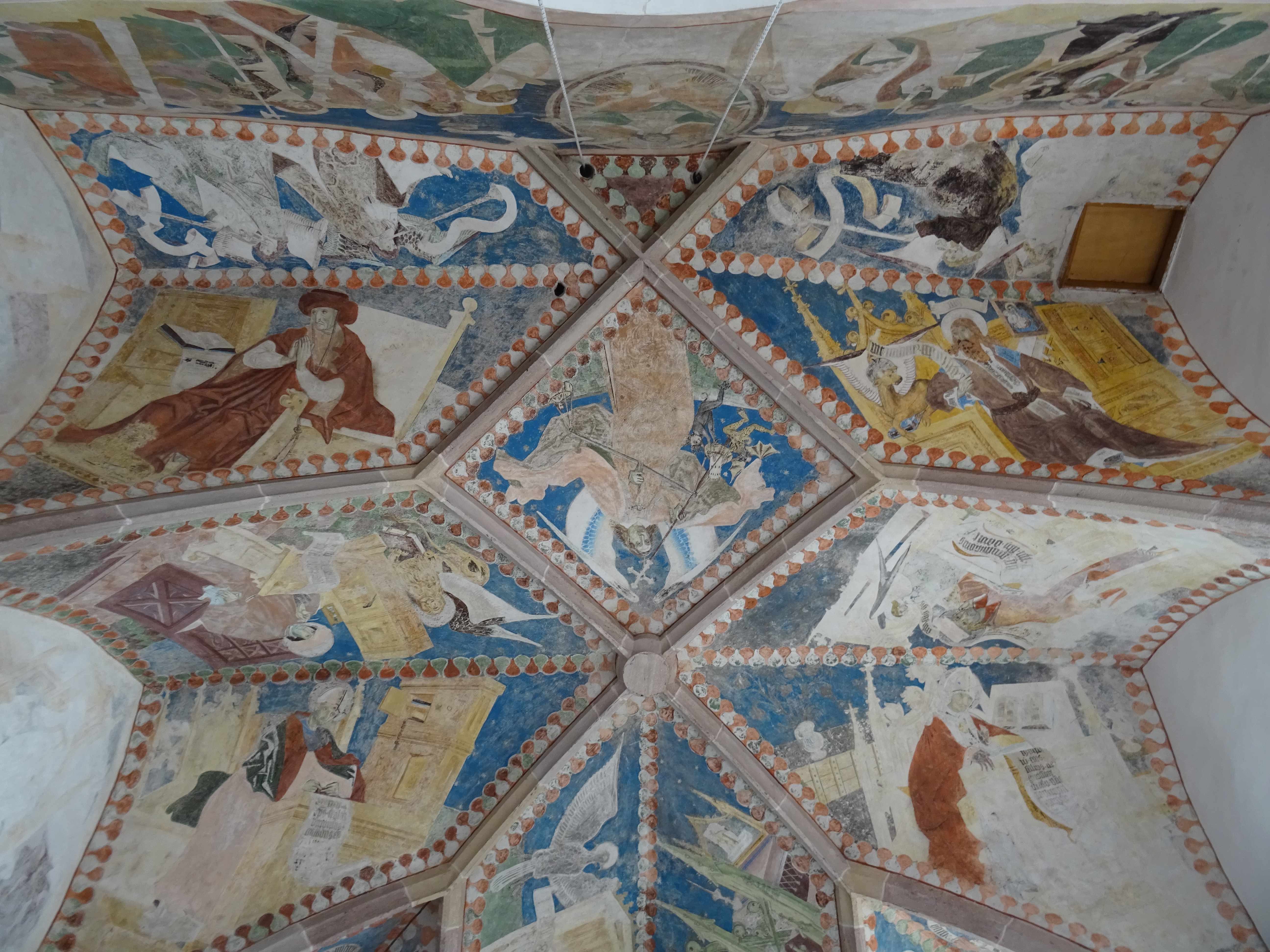
Gotische Fresken in St. Michael

Das Kirchenschiff verfügte zunächst über eine Flachdecke, von der noch Spuren von Fresken oberhalb des gegenwärtigen Gewölbes zeugen. Das Tonnengewölbe entstand möglicherweise 1612 unter der Amtszeit des Pfarrers Ulrich von Kurz zum Thurm. Die breiten Fenster im Chor sind in gotische Maßwerkform gegliedert und mit bemalten Glasfenster aus der Zeit um 1520 versehen. Letztere stehen möglicherweise in Zusammenhang mit dem Pfarrer und Domherr Veit von Niederthor und werden der Augsburger Schule zugeschrieben. Auf den Schlusssteinen des gotischen Netzrippengewölbes sind u. a. die Wappen der Adelsgeschlechter von Payrsberg, von Boymont, von Andrian-Werburg, von Hälen zu Mayenburg und von Botsch von Zwingenburg angebracht.
Der gegenwärtige, neugotische Hochaltar wurde 1896 und die Orgel mit 24 Registern 1873 vom Orgelbauer Aigner aus Schwaz bezogen. Das Bild das ursprünglich eines der barocken Seitenaltäre zierte, zeigt den Heiligen Sebastian vom Maler Ulrich Glantschnigg aus Bozen und ein weiteres die Muttergottes mit Kind vom Maler Endrizzi. Die Kirchentüre fertigte 1870 der Bildhauer Waßler aus Lana als Ersatz für die alte, defekte, 1532 entstandene. Die Seitenkapelle beinhaltet einen neuromanischer Altar, mit einer Geißelheiland-Statue von Michael Stolz aus Innsbruck und als Antependium das Relief Christus am Ölberg. Im Kirchturm hängen sechs Glocken. Die ältere Glocke goss laut Inschrift 1577 Simon Hofer aus Lana.

## Friedhofskapelle St. Michael
Im Umfeld der Kirche befindet sich die zweistöckige Friedhofskapelle St. Michael, die auf das Ende des 15. Jahrhunderts datiert wird und im Untergeschoss über ein Beinhaus verfügt. Der Ursprung des kleinen, als ältestes der Umgebung geltenden Gotteshauses dürfte weitaus früher anzusetzen sein. 1344 stiftete der Pfarrer Heinrich von Weisenburg in der Kapelle eine wöchentliche Heilige Messe. Die Fresken auf dem Netzrippengewölbe stammen aus der Erbauungszeit und werden dem Maler Conrad Waider zugeschrieben.